# Борозна Дмитро Анатолійович
Дмитро Анатолійович Борозна (19 листопада 1973 , Осиповичі, Могильовська область ) — білоруський футболіст, захисник, який виступав у вищих лігах Білорусії і Росії.

## Кар'єра
Вихованець ДЮСШ міста Осиповичі, перший тренер Василь Васильович Цинкевич. На дорослому рівні почав грати в 1991 році в «Зорі» (Бєльці) в другій лізі СРСР, потім грав у першій лізі України за «Рось» з Білої Церкви.
Літом 1992 року Дмитро Борозна повернувся в Білорусь, де виступав за клуби вищої ліги «Шахтар» (Солігорськ) і «Торпедо» (Могильов). У 1996 році грав у Китаї за клуб одного з нижчих дивізіонів «Яньбянь Хенде».
У 1997 році Дмитро Борозна перейшов до російського клубу «КАМАЗ-Чалли» з Набережних Човнів. У вищому російському дивізіоні дебютував 21 березня 1997 року в матчі проти «Ротора» (0:5). Всього в матчах чемпіонату Росії він зіграв 7 матчів в березні-травні 1997 року, також провів 11 матчів в Третій лізі за дубль «КАМАЗа».
У 1998—1999 роках Дмитро Борозна грав за «Енергію» з Чайковського, де нечасто виходив на поле.
У січні 2000 року виступав за павлодарський «Іртиш» на Кубку Співдружності, але контракт не підписав і потім зіграв 3 матчі у вищій лізі Білорусі в складі бобруйської «Білшіни».
Свій останній сезон Борозна провів в клубі з рідного міста «Свіслочь-Кровля», що грав у першій лізі. У віці 28 років він завершив професійну кар'єру.
Після закінчення кар'єри жив у Могильові, займався суддівством матчів по міні-футболу та пляжного футболу.

## посилання
- Профіль футболіста на сайті FootballFacts.ru (рос.)
- Статистика виступів на teams.by [Архівовано 8 травня 2021 у Wayback Machine.]
- Статистика виступів на ukr-footbal.org.ua [Архівовано 10 травня 2021 у Wayback Machine.]